# Johann Bordolo von Boreo

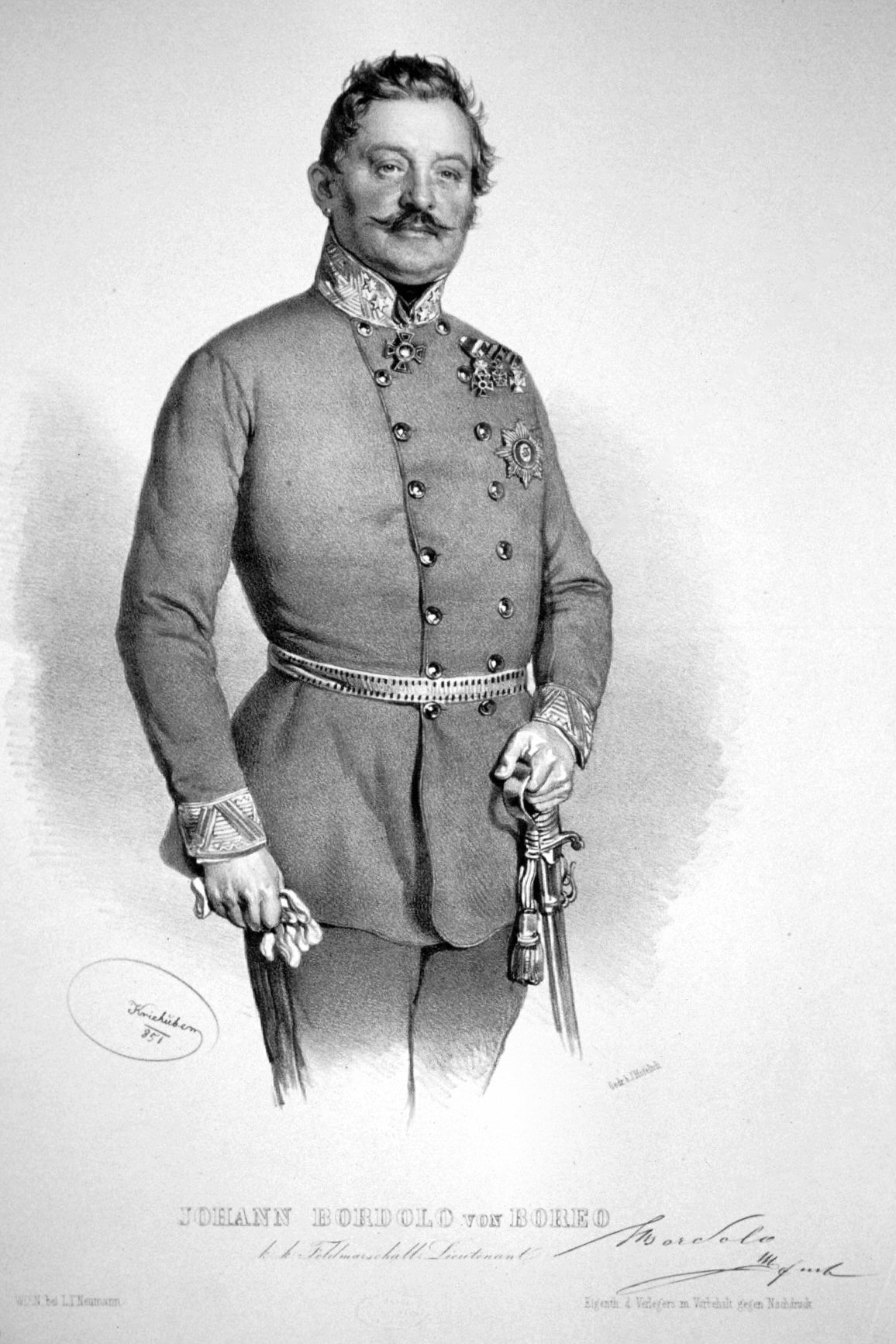
Johann Bordolo von Boreo 1851

Johann Baptist Bordolo Ritter von Boreo, auch Bordolo-Abondi, (* 29. September 1792 in Wieliczka, Galizien; † 1. Oktober 1857 in Hermannstadt, Siebenbürgen) war ein k. k. Feldmarschallleutnant und zweiter Inhaber des Infanterie-Regiments Prinz Friedrich Wilhelm von Preußen Nr. 20 italienischer Abstammung.

## Herkunft und Familie
Das Geschlecht der Bordolo stammte aus Brondolo im Venezianischen, wo es schon seit dem Jahr 1297 als adelig im Goldenen Buche verzeichnet stand. Johanns Vater Peter († 27. November 1827 in Wieliczka) aus dem Familienzweig Abondi siedelte 1777 nach Österreich um und diente dem Staat als Salinen-Zeugamtsverwalter zu Salzberg über 43 Jahre. Er erhielt eine personenbezogene Nobilitierung mit dem Prädikat „von Bortenkron“.
Johann Baptist war mit Hedwig Unger vermählt. Das Paar hatte zwei Söhne: Hermann (* 12. Januar 1835; † 7. Mai 1913), mit Rang vom 1. November 1894 Feldzeugmeister, Titular-General der Infanterie am 15. November 1908 und Johann (* 7. September 1837; † 28. Juni 1902), Feldmarschalleutnant ad honores am 1. September 1894.

## Leben

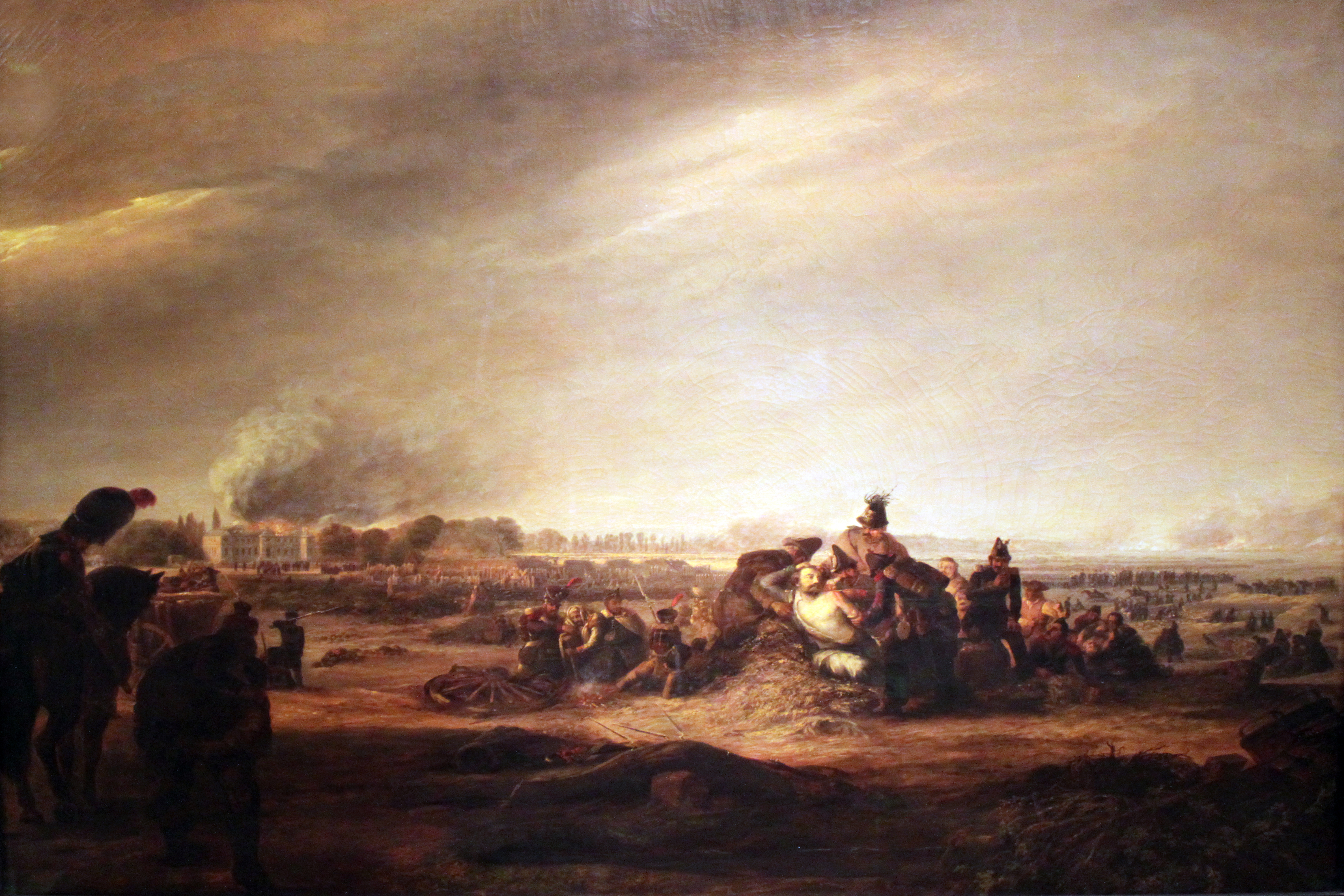
Schlacht von Dresden

Bordolo trat als Kadett in das Husarenregiment Reuß Köstritz Nr. 7 und wurde dann zum Kürassier-Regiment Auersperg Nr. 5 übersetzt. In demselben Unterleutnant geworden, machte er den Feldzug des Jahres 1809 in Polen mit und focht in den Schlachten vor Ratschin, Guhrau und Sandomir. Auch im Feldzug von 1813 eingesetzt, kämpfte er in den Schlachten bei Dresden, Kulm und Leipzig mit und wurde wegen seiner Bravour und tapferen Benehmens im Armee-Korpskommandobefehl öffentlich belobigt.

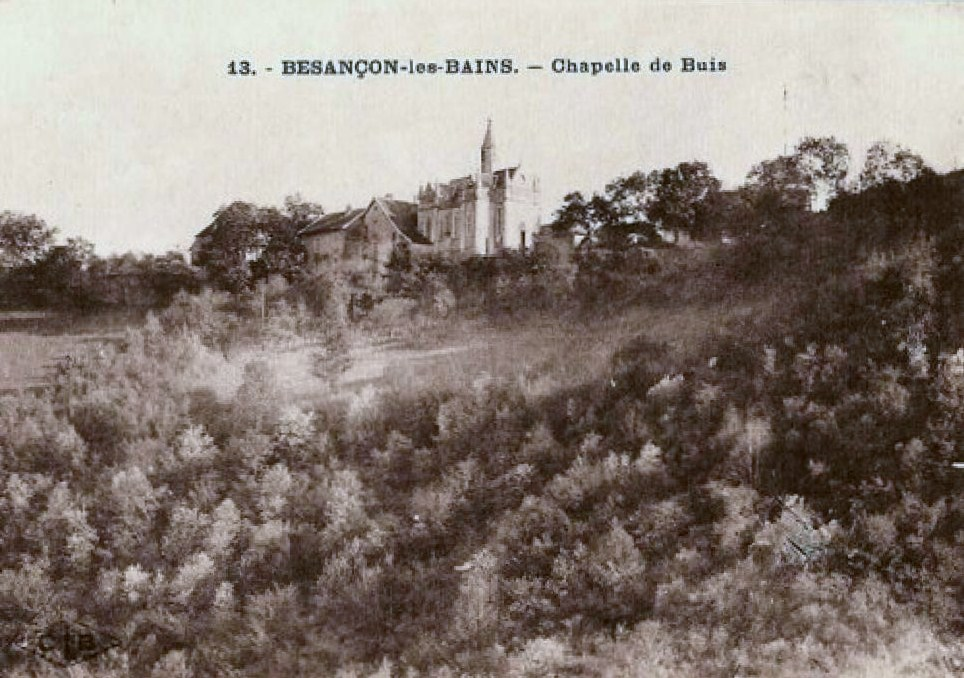
Chapelle des Buis

Nachdem er sich am 3. März 1814 mit derselben Entschlossenheit im Gefecht zu Besançon am linken Doubsufer eingesetzt hatte, war er am 30. März desselben Jahres bei dem Ausfall des Feindes aus Besançon links vom Chapel de Buis auf der Anhöhe aufgestellt. Er stürmte rasch mit der ersten Grenadierkompanie, die er seit der Schlacht bei Leipzig kommandierte, verstärkt mit einem Zug Jäger auf den Feind, warf ihn von der Höhe, verfolgte ihn unaufhaltsam und drang als Erster in die feindliche rechte Flanke. Für diese Tat wurde er von Kaiser Franz I. am 2. April 1814 zum Kapitänleutnant außer der Tour befördert. Auch in den neapolitanischen Feldzügen 1815 und 1821 kämpfte er mit Auszeichnung.
Im Jahre 1837 war Bordolo bereits Oberstleutnant und wurde mit Allerhöchster Entschließung vom 21. Juni 1839 und Diplom vom 31. März 1841 in Anerkennung seiner vieljährigen angestrengten Dienste und vielseitigen Verwendung in den Adelstand mit der Erlaubnis der Abänderung des Prädikats seines Vaters mit dem Prädikate „Edler von Boreo“ erhoben.
Anno 1841 zum Oberst und Regimentskommandanten des ungarischen Infanterieregiments Mariássy Nr. 37 berufen, traf man ihn 1848 im gleichen, nun Großfürst Michael von Russland benannten, in Lemberg wieder, wo er am 29. April 1848 zum Generalmajor befördert wurde. Zu Beginn der revolutionären Bewegungen besetzte er geistesgegenwärtig die Hauptpunkte der Stadt mit seinem Regiment. Der General trat dabei energisch der aufgekeimten Zügellosigkeit und Unordnung entgegen. Er leitete die ursprüngliche Organisierung der Nationalgarde, war bei der Auslösung des in seinen Tendenzen gefährlich geworbenen Stadtrates und ebenso bei der Führung der Stabskommandantur tätig, wobei er durch Umsicht, Entschlossenheit und sein humanes Verhalten vermittelnd wirkte. Er wurde seiner bewiesenen Tätigkeit und Energie wegen per Allerhöchstem Kabinettsschreiben vom 25. Februar 1849 mit dem Ritterkreuz des österreichisch-kaiserlichen Leopold-Ordens, sodann auch mit dem kaiserlich russischen Wladimir-Orden 4. Klasse dekoriert. Infolge der Statuten des Leopoldordens wurde ihm am 22. Dezember 1853 der Ritterstand verliehen.

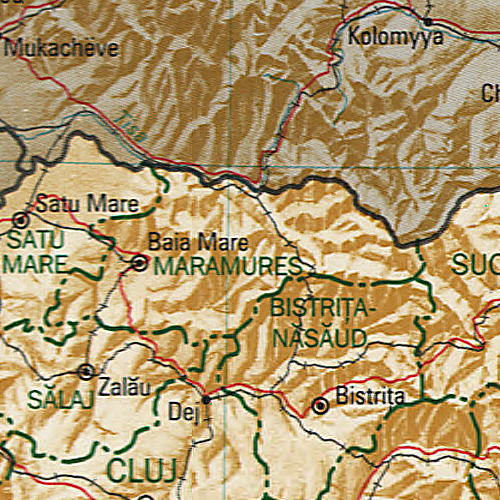
Provinz Maramureș

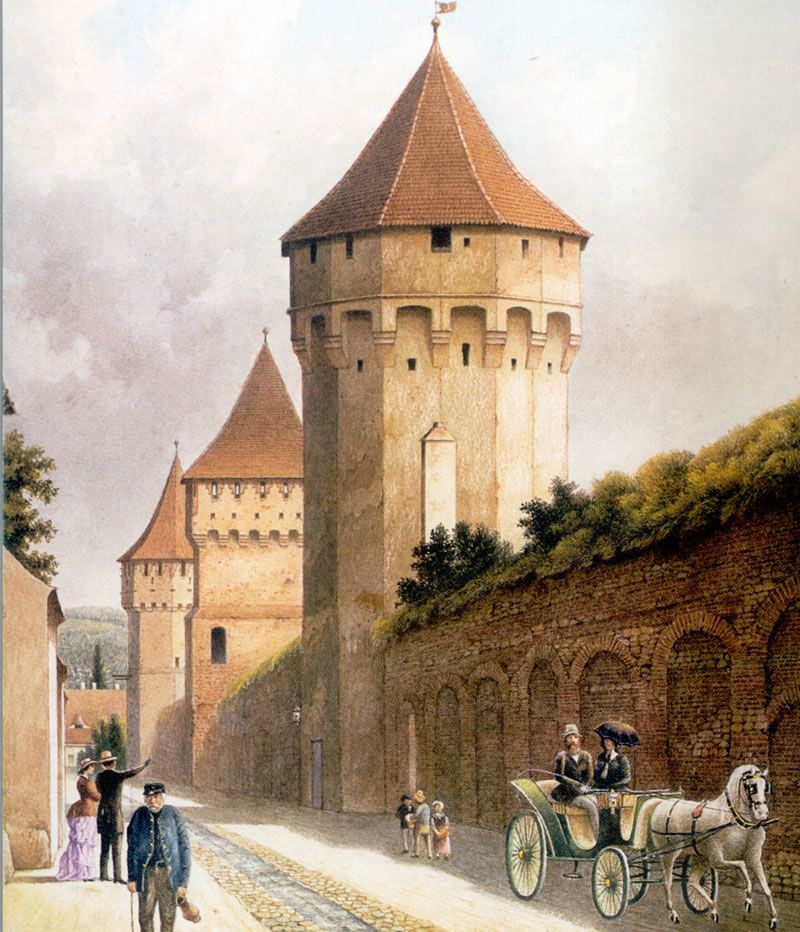
Festung Hermannstadt

Im Sommer des Jahres 1849 wurde der General, Militärditriktskommandant in Schemnitz, mit einer Brigade nach Oberungarn beordert, säuberte das Land von den zahlreichen Guerillabanden, stellte die Ordnung in der Zips, dem Gömörer- und Zempliner Komitat und in der Marmarosch wieder her, rettete bedeutendes ärarisches Gut durch die Zweckmäßigkeit und Schnelligkeit seiner Anordnungen, organisierte die Regierung und wurde am 16. Oktober 1849 zum Feldmarschall-Leutnant befördert, mit dem Distriktkommando zu Kaschau betraut und mit dem kaiserlich russischen Sankt-Stanislaus-Orden 1. Klasse dekoriert.
Im Monat Mai des Jahres 1851 wurde Bordolo zum Adlatus des Militär- und Zivilgouverneurs von Siebenbürgen und Militärkommandanten in Hermannstadt ernannt. Anno 1853 wurde er zweiter Inhaber des Linieninfanterieregiments Nr. 20, übernahm 1854 das Reserve-Truppenkommando des 12. Armeekorpses und wirkte sodann als rechte Hand des Kommandanten des 12. Armeekorpses General der Kavallerie Fürst Karl zu Schwarzenberg.
Nur wenige Wochen nachdem der General sein fünfzigjähriges Dienstjubiläum zu Hermannstadt, dem Orte seiner Tätigkeit, gefeiert hatte, verstarb er. Durch sein verdienstvolles, umsichtiges und menschenfreundliches Wirken, die gewinnende Herablassung und Liebenswürdigkeit seines ganzen Wesens erwarb er sich eine seltene Zuneigung und Verehrung unter allen Klassen und Ständen in Siebenbürgen.

## Wappen
1841: Ein roter Schild, in welchem ein auf dem linken Seitenrande hervorgestreckter geharnischter, mit goldenen Spangen gezierter Arm, einen blanken altertümlichen Säbel mit goldenem Griff zum Streich erhebend, zu sehen ist. Auf dem gekrönten Helm ein schwarzer aufsteigender Adler. Die Decken sind rot-silbern.
1853: Wie das vorherige Wappen nur mit zwei gekrönten Helmen Auf I der schwarze Adler, auf II der Arm aus dem Schild.